# Mutánsok börtöne
A Mutánsok börtöne (eredeti cím: Corrective Measures) 2022-es amerikai szuperhősfilm, melynek forgatókönyvírója, elsőfilmes rendezője, és társproducere Sean O’Reilly. A főbb szerepekben Bruce Willis és Michael Rooker látható. A film Grant Chastain Corrective Measures című képregénye alapján készült.
2022. április 29-én mutatták be a Tubi forgalmazásában, mozikban és VOD szolgáltatáson keresztül.

## Cselekmény
A film a San Tiburon fegyintézetben, a világ legszigorúan őrzött börtönében játszódik, amelyet szupergonoszok és különleges képességű személyek fogvatartására terveztek. A létesítményt energiagátlókkal szerelték fel, semlegesítve a rabok képességeit, így biztosítva az ellenőrzést a sokszínű és gyakran veszélyes populáció felett.
Az események egy Payback nevű igazságosztó megérkezésével kezdődnek. Payback küldetése levadászni a különleges képességű embereket, ezért a San Tiburonba zárják. A börtönbe való belépése felborítja a rabok és a személyzet között fennálló egyensúlyt.
A Felügyelő néven ismert Devlin igazgató a San Tiburon korrupt és ambiciózus vezetője. Különösen érdekli Julius Loeb, a hírhedt rab, aki hatalmas intellektussal és telekinetikus képességekkel rendelkezik. Loeb a pletykák szerint elrejtette vagyonát, Devlin elhatározza, hogy kinyomozza annak hollétét, így finanszírozva majd fényűző nyugdíjas éveit.
A rabok között tartózkodik újoncként Diego Diaz, akinek egyetlen képessége a fokozott empátia. A San Tiburon alattomos környezetében navigálva Diegónak gondosan kell megválasztania szövetségeseit, hogy ne váljon eszközzé a rabok és az igazgató közötti halálos játszmában. 
A feszültség fokozódásával szövetségek alakulnak ki, és árulások történnek. A Loeb és a Felügyelő közötti hatalmi harc kiéleződik, ami erőszakos börtönlázadáshoz vezet. A káosz közepette Diego empatikus képességei kulcsfontosságúvá válnak a konfliktusok rendezésében és a túléléshez vezető út megtalálásában.

## Szereplők
| Szerep                  | Színész        | Magyar hang    |
| ----------------------- | -------------- | -------------- |
| Julius Loeb             | Bruce Willis   | Dörner György  |
| Devlin börtönigazgató   | Michael Rooker |                |
| Payback                 | Dan Payne      |                |
| Diego Diaz              | Brennan Mejia  |                |
| Gordon Tweedy           | Tom Cavanagh   | Rajkai Zoltán  |
| Liz Morales rendőrtiszt | Kat Ruston     |                |
| Jason Brody kapitány    | Kevin Zegers   | Molnár Levente |
| Dr. Isabelle Josephs    | Hayley Sales   | Solecki Janka  |
| Gyémánt Jim             | Daniel Cudmore | Varga Rókus    |
| Zechariah szenátor      | Doug Bradley   |                |

## A film készítése
2021 szeptemberéig Bruce Willis, Michael Rooker, Dan Payne, Brennan Mejia, Tom Cavanagh, Kat Ruston, Kevin Zegers, Hayley Sales és Daniel Cudmore is szerepet kapott a filmben. Sean O’Reilly lett a film rendezője, forgatókönyvírója és producere.
A Mutánsok börtöne az egyik utolsó film, amelyben Willis szerepelt. A színész azután vonult vissza a filmvászonról, hogy frontotemporális demenciát diagnosztizáltak nála.

## Bemutató és fogadtatás
2022. április 29-én debütált a Tubin.
A Rotten Tomatoes weboldalon 60%-os értékelést kapott négy kritika alapján (átlagos értékelése 4,4 pont a tízből).

## Fordítás
- Ez a szócikk részben vagy egészben  a   Corrective Measures című angol Wikipédia-szócikk ezen változatának fordításán alapul.  Az eredeti cikk szerkesztőit annak laptörténete sorolja fel. Ez a jelzés csupán a megfogalmazás eredetét és a szerzői jogokat jelzi, nem szolgál a cikkben szereplő információk forrásmegjelöléseként.